# Chassignolles (Indre)
Chassignolles è un comune francese di 594 abitanti situato nel dipartimento dell'Indre nella regione del Centro-Valle della Loira.

## Società

### Evoluzione demografica
Abitanti censiti